# André-Jean Hamon
André-Jean-Marie Hamon, meglio conosciuto come l'Abbé Hamon (Le Pas, 1795 – Parigi, 1874), è stato un religioso francese.
Sulpiziano, fu docente del seminario di Bordeaux dal 1820 al 1825 e rettore dello stesso dal 1825 al 1851; nel 1851 divenne parroco della chiesa di Saint-Sulpice.
La sua opera principale è una grande Vita di San Francesco di Sales (1854).